# Sandvoe

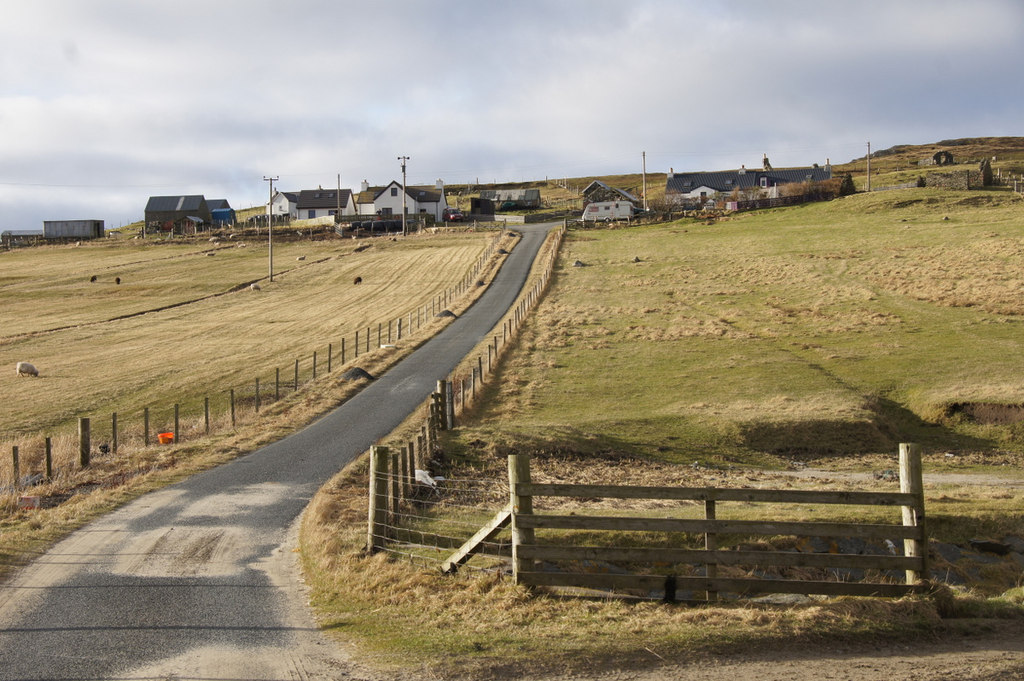
Blick von Osten auf den Ort

Sandvoe ist eine aus einem knappen halben Dutzend Häusern bestehende Ortschaft im Norden von Northmavine, einer Halbinsel von Mainland, der Hauptinsel der zu Schottland zählenden Shetlands. Sandvoe gehört zum Gebiet der Gemeinde (Community Council Area) Northmaven. Die nächstgelegenen Ortschaften sind Isbister, etwa ein Kilometer im Osten, sowie, als größerer Ort, North Roe zwei Kilometer im Süden. Sandvoe besitzt einen Friedhof, 200 Meter östlich des Ortes auf einer 80 Meter breiten Landenge gelegen, der den See Loch of Flugarth im Süden von der Meeresbucht Sand Voe im Norden trennt.